# 657
657 (DCLVII) var ett normalår som började en söndag i den julianska kalendern.

## Händelser

### Juli
- 30 juli – Sedan Eugenius I har avlidit 2 juni väljs Vitalianus till påve.[1]

### Okänt datum
- Ebroin behärskar fram till år 661 som rikshovmästare de frankiska delrikena.

## Födda
- Theoderik III, frankisk kung av Neustrien och Burgund 675–679 samt av Frankerriket 679–691 (född omkring detta år eller 652)

## Avlidna
- 2 juni – Eugenius I, påve sedan 654.
- 31 oktober – Klodvig II, frankisk kung av Neustrien och Burgund sedan 639